# Ardipithecus ramidus
 Ardipithecus ramidus  ist der Name einer 4,4 Millionen Jahre alten Art der Menschenaffen aus der Gattung Ardipithecus, deren Fossilien bisher nur in Äthiopien gefunden wurden. Sie zählt zu den ältesten bekannten Arten in der Entwicklungslinie der Hominini. Ardipithecus ramidus gehört möglicherweise zu den direkten Vorfahren der Gattungen Australopithecus und Homo oder steht ihnen zumindest sehr nahe.
Die besondere Bedeutung der Fossilienfunde von Ardipithecus ramidus besteht darin, dass jahrzehntealte Hypothesen zur Stammesgeschichte des Menschen, denen zufolge der Knöchelgang von Schimpansen und Gorillas ein ursprüngliches Merkmal sei, in Frage gestellt wurden.

## Namensgebung
Die Bezeichnung der Gattung Ardipithecus wurde 1995 teils aus der Afar-Sprache abgeleitet (von ardi, „Erdboden“), teils aus dem Griechischen (von „πίθηκος“, altgriechisch ausgesprochen píthēkos, „Affe“). Das Epitheton ramid, „Wurzel“ ist ebenfalls der Afar-Sprache entlehnt. Ardipithecus ramidus bedeutet dem Sinne nach folglich „Bodenaffe an der Wurzel des Menschen“. Ardipithecus ramidus ist die Typusart der Gattung Ardipithecus.

## Erstbeschreibung
Als Holotypus von Ardipithecus ramidus wurden im September 1994 in der Erstbeschreibung durch Forschende des Middle Awash Research Project zehn zusammengehörige Zähne aus einem Oberkiefer und einem Unterkiefer benannt (Archiv-Nummer ARA-VP-6/1; ARA-VP = Aramis Vertebrate Paleontology). Als Paratypen wurden zahlreiche weitere Zähne und einige andere Skelettfragmente von 17 Individuen ausgewiesen. Verwahrort der Fossilien ist das Nationalmuseum von Äthiopien in Addis Abeba.
Die Funde wurden 1994 als Belege für die bis dahin urtümlichste Art der Gattung Australopithecus interpretiert und  Australopithecus ramidus  genannt. Schon zwischen November 1994 und Januar 1995 wurden jedoch im gleichen Fundhorizont – 50 Meter vom Fundort der Holotypus-Zähne entfernt – weitere aussagekräftige Knochen entdeckt. Darunter waren ein Unterkiefer sowie zahlreiche, einem einzigen Individuum zugehörige Knochen des Oberkörpers und der Gliedmaßen: jenes Individuums, das 15 Jahre später als „Ardi“ bekannt wurde. Insbesondere die zusätzlich geborgenen, in Relation zu den Knochen relativ kleinen Zähne wichen stark von der Bezahnung aller bis dahin bekannten Australopithecus-Funde ab; daher sah sich die Forschergruppe im Mai 1995 veranlasst, die Fossilien der neuen Gattung Ardipithecus zuzuordnen und sie somit neben (aber zeitlich vor) die Gattung Australopithecus zu stellen.
Als kennzeichnend wurden 1995 u. a. die im Vergleich zu den Backenzähnen relativ langen Eckzähne erwähnt; 2009 wurde auf Basis von nunmehr 145 Zähnen von 21 Individuen die Deutung der Eckzähne revidiert und – im Gegenteil – eine bereits früh einsetzende Tendenz zur Reduzierung der Größe von Eckzähnen bei den Hominini beschrieben; hieraus wurden weitreichende Schlussfolgerungen zum Sozialverhalten von Ardipithecus abgeleitet.

## Entdeckung
Am 17. Dezember 1992 hatte der japanische Paläoanthropologe Gen Suwa (Universität Tokio) ein erstes Fragment entdeckt: die Wurzel eines oberen hinteren Backenzahns M3 (ARA-VP-1/1). Kurz darauf, Ende 1992 / Anfang 1993, wurde dann die Gruppe von zehn zusammengehörigen Zähnen entdeckt, ferner wurden die später als Paratypen ausgewiesenen Funde weiterer Individuen geborgen.
Bisher einzige Fundstellen sind Aramis, ca. 100 km südlich von Hadar, westlich des Flusses Awash im Afar-Dreieck, sowie Gona, 60 km nördlich von Aramis. Die überwiegende Mehrzahl der Funde stammt aus Aramis; sie traten infolge von Regenerosion an den Abhängen hervor, die den Awash in diesem Gebiet heute beidseits flankieren. Die Datierung der Funde gilt als äußerst zuverlässig, da sowohl unmittelbar über als auch unmittelbar unter der Fossilien führenden Schicht von Aramis vulkanisches Material abgelagert wurde. Dessen Altersbestimmung mit Hilfe der Kalium-Argon-Datierung (39Ar-40Ar-Methode) ergab jeweils 4,42 Millionen Jahre. 2005 wurden vom „Gona Paleoanthropological Research Project“ für Gona 4,51 bis 4,32 Millionen Jahre ausgewiesen; diese Funde waren zwischen 1999 und 2003 geborgen worden und stammten von mindestens neun Individuen. 2009 wurden in der Fachzeitschrift Science schließlich unter Beteiligung von 47 Wissenschaftlern elf Studien veröffentlicht. In ihnen wurden 110 Fundstücke aus Aramis, die von mindestens 36 Individuen stammen, analysiert. Ihnen wurde erneut ein Alter von 4,4 Mio. Jahren zugeschrieben.
Alle Funde von Ardipithecus ramidus aus Aramis stammen aus einem drei bis sechs Meter mächtigen, feinkörnigen fossilen Alluvialboden, der in einer relativ kurzen Zeitspanne von nur 100 bis maximal 10.000 Jahren entstand. Sowohl die Feinkörnigkeit der Sedimentschicht als auch der Zustand der fossilen Knochen (das Fehlen von Abriebspuren) deuten darauf hin, dass sie nicht oder nur unwesentlich durch Wasser verdriftet wurden. Auch die Analyse der geologischen Gegebenheiten wurde dahingehend interpretiert, dass die Fossilien in einer flachen Flussaue – weit abseits des seinerzeitigen Hauptflussbetts – abgelagert wurden.

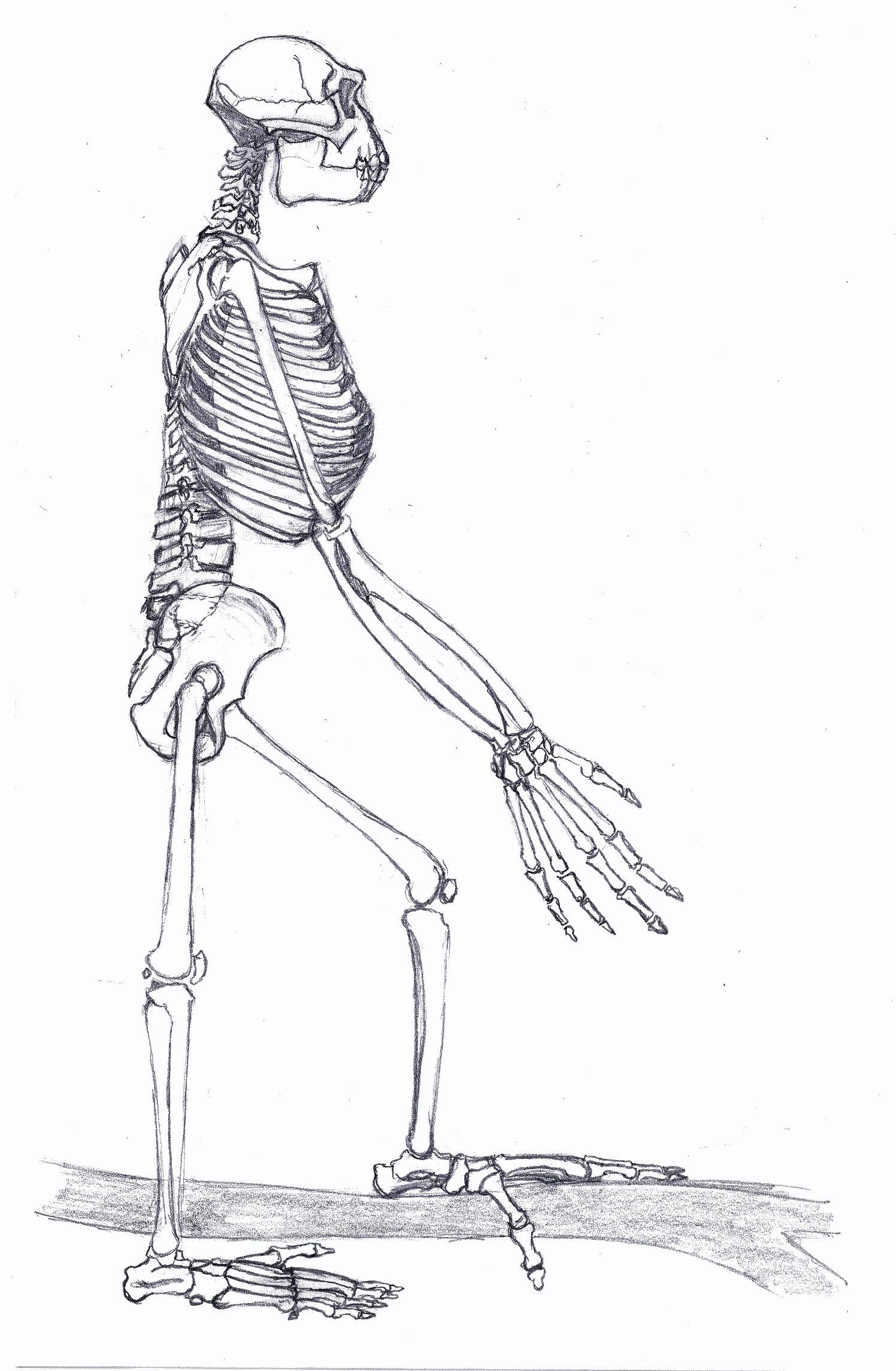
Das Fossil Ardi: Zeichnung nach einer Abbildung in Science

### Das Fossil „Ardi“
Mit dem Spitznamen Ardi bezeichneten seine Entdecker den im Oktober 2009 publizierten Fund eines besonders vollständigen weiblichen Skeletts. Seine ersten Überreste waren bereits 1994 entdeckt worden; für Ardi, „das älteste hominine Skelett“, das bisher bekannt ist (Tim White), wurde ein Gewicht von 51 kg und eine Körpergröße von ungefähr 120 cm berechnet. Wichtige Erkenntnisse zur Anatomie von Ardipithecus ramidus und – daraus abgeleitet – zur Lebensweise dieser Art und zur Evolution der frühen Hominini wurden aus der Analyse dieses Skeletts gewonnen. Die Redaktion des Fachmagazins Science erkor dessen umfassende und interdisziplinäre Bearbeitung im Dezember zur wichtigsten wissenschaftlichen Veröffentlichung des Jahres 2009.

## Körperbau
Die Untersuchung des Körperbaus von Ardipithecus ramidus lieferte zahlreiche Hinweise darauf, dass sich die Schimpansen weit weniger als Modell für den Körperbau der frühen Hominini eignen, als zuvor von vielen Forschern angenommen worden war. Insbesondere aus der Gestalt der Schädelfragmente wurde auf eine verwandtschaftliche Nähe zu Australopithecus und Homo geschlossen.

### Hand und Fuß
Ardipithecus ramidus besaß der 1994 publizierten Erstbeschreibung zufolge relativ lange, leicht gebogene, affenähnliche Fingerglieder, die ihn als Baumbewohner ausweisen. Unklar blieb zunächst aber, ob Ardipithecus ramidus bereits aufrecht gehen konnte. In den 2005 und 2019 veröffentlichten Beschreibungen der Funde aus Gona wurde aus der Form aufgefundener Knochen von Zehen und des teilweise erhaltenen Skeletts GWM67/P2 dann aber die Fähigkeit zum aufrechten Gang abgeleitet. Da von „Ardi“ große Teile des Kopfes, der Hände und Füße sowie des Beckens erhalten sind, gilt es dem Autorenteam der 2009 veröffentlichten Studien zufolge nunmehr als gesichert, dass Ardipithecus ramidus zwar noch überwiegend ein Baumbewohner war, sich jedoch auch am Boden aufrecht fortbewegen konnte, wenngleich in einer stammesgeschichtlich ursprünglicheren Weise als Australopithecus afarensis.
Einer 2021 publizierten Studie zufolge soll Ardipithecus ramidus sich im Geäst der Bäume möglicherweise überwiegend „hängend“ fortbewegt haben.

### Gebiss
Die Analyse der Knochenfunde ergab zudem, dass die männlichen und weiblichen Individuen von Ardipithecus ramidus einander wesentlich stärker ähnelten als man dies von den späteren Australopithecus-Arten kennt; offenbar sei der Sexualdimorphismus bei Ardipithecus nur schwach ausgeprägt gewesen. Zu dieser Schlussfolgerung kamen die Forscher 2009, da sie aufgrund der zahlreichen Zahnfunde sicher sein konnten, dass darunter Zähne beider Geschlechter waren. Demnach sind die Oberkiefer-Eckzähne von Ardipithecus ramidus ungefähr gleich groß wie die Eckzähne der heute lebenden weiblichen Schimpansen (Pan troglodytes) und der männlichen Bonobos (Pan paniscus), jedoch fehlt allen bisher entdeckten fossilen Eckzähnen die lange, dolchartige Krone der Schimpansen-Eckzähne. Entsprechend sind im Unterkiefer keine Vorderbackenzähne (Prämolaren P₃) und keine Zahnlücken (Diastemata) nachweisbar, in die die langen oberen Eckzähne anderer Arten hineinpassen und sich an den benachbarten Unterkieferzähnen durch stetigen Abrieb (so genanntes Honen) schärfen.
Die markante, längliche Krone der oberen Eckzähne ist von vielen fossilen und heute lebenden männlichen Affen bekannt und gilt als ein Merkmal, das die gemeinsamen Vorfahren aller heute lebenden Affen besaßen. Dieses Merkmal ist demnach bei Ardipithecus ramidus verloren gegangen und später bei den Vertretern der Gattung Australopithecus und Homo weiter reduziert worden. Die Forscher leiten aus dieser Veränderung Rückschlüsse auf das Sozialverhalten ab. Die dolchartigen Eckzähne des Oberkiefers dienen bei den heute lebenden männlichen Affen regelmäßig u. a. als ‚Waffe‘ bei Rangordnungskämpfen innerhalb der eigenen Gruppe und bei Kämpfen mit Individuen anderer Gruppen. Die „dramatische Feminisierung“ der männlichen Eckzähne lege nahe, dass sich aufgrund sexueller Selektion auch das Sozialverhalten, insbesondere das agonistische Verhalten und das Imponierverhalten, verändert habe, „lange bevor die Hominini ein vergrößertes Gehirn hatten und Steinwerkzeuge benutzten.“
Der Zahnschmelz der hinteren Backenzähne von Ardipithecus ramidus ist dünner als der von Australopithecus, aber etwas dicker als der Zahnschmelz beider Schimpansenarten. Daraus wurde abgeleitet, dass Ardipithecus ramidus vermutlich omnivor war, also – anders als die Schimpansen – nicht auf Früchte als Nahrungsquelle spezialisiert war, aber auch – anders als die Gorillas und die Australopithecinen – nicht auf stark faserhaltige Kost. Dies wiederum führt den Forschern zufolge zu dem Schluss, dass die Nahrungsgewohnheiten der Schimpansen und Gorillas sich erst nach der Trennung ihrer Entwicklungslinien von jener der Hominini entwickelt haben.

## Habitat

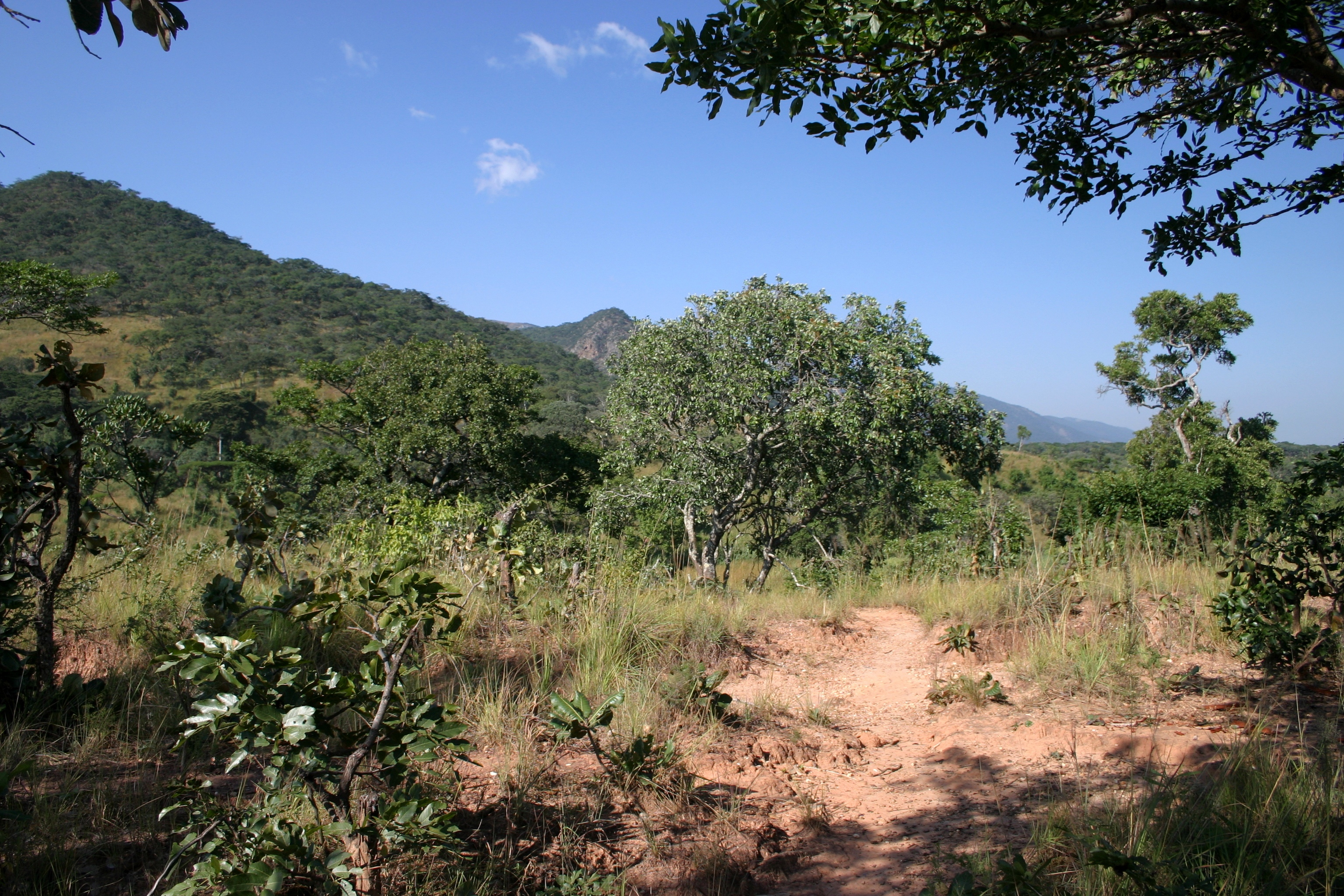
Bäume im Wechsel mit Grasland (wie hier in Malawi) bildeten auch das Habitat von Ardipithecus

Aus fossilen Knochenfunden anderer Tierarten hatten schon die Autoren der Erstbeschreibung geschlossen, dass das Habitat von Ardipithecus ramidus bewaldet und wasserreich gewesen sein muss. Die 2005 beschriebenen Funde des „Gona Paleoanthropological Research Project“ bestätigten diese Darstellung. Diese Funde stammten unter anderem von baumbewohnenden Schlank- und Stummelaffen, laubfressenden Kudus, Schweinen, Pferden und Nashörnern sowie – relativ selten – von grasfressenden Antilopen und pavianartigen Affen.
Die 2009 veröffentlichten Befunde verfeinerten die Kenntnisse über den Lebensraum von Ardipithecus ramidus erheblich, da insgesamt mehr als 150.000 Pflanzen- und Tierfossilien aufgesammelt worden waren. Mehr als 6000 Funde konnten Wirbeltieren mindestens auf der Ebene ihrer Familie zugeordnet werden – darunter sowohl Spitzmäuse, Gerbils und Fledermäuse als auch Hyänen (Ikelohyaena abronia), Bären (Agriotherium) und Elefanten. Eine Besonderheit sind zudem die 370 gefundenen Überreste von mindestens 29 zumeist landbewohnenden Vogelarten aus 16 Familien, da Vögel in Schichten, die Hominiden-Fossilien führen, andernorts sehr selten sind; deren Überreste stammen den Forschern zufolge zumeist aus Gewöllen von Eulen. Zahlreiche größere Knochen weisen Bissspuren von Fleischfressern auf, auch fehlen oft die Enden der großen Röhrenknochen, und nur wenige Schädel wurden gefunden; daher sind vollständig erhaltene Skelette äußerst selten. Daraus wird geschlossen, dass es im Habitat von Ardipithecus ramidus einen vergleichbaren Wettbewerb um Kadaver gab wie heute im Ngorongoro-Krater. Insgesamt dominieren jedoch die Pflanzenfresser unter den identifizierten Arten, speziell solche, die sich überwiegend von Blättern und Früchten ernähren.
Auch die Pflanzenreste ließen bereits aufgrund der 2005 publizierten Daten auf eine abwechslungsreiche Landschaft aus Wäldern, Gebüschen, Feuchtgebieten und Savannen-ähnlichen Bereichen schließen, wie sie auch aus den Begleitfunden von Sahelanthropus abgeleitet worden war. 2009 wurde ergänzend mitgeteilt, dass man versteinertes Holz von Zürgelbäumen (Celtis sp.), Feigen (Ficoxylon) und Palmen nachgewiesen habe, die allerdings das Biotop nicht dominiert hätten, sondern bekanntermaßen besonders gut fossilisieren. Der Nachweis von Pollen gelang u. a. für diverse Gräser (darunter sowohl Süßgräser als auch Sauergrasgewächse) sowie für Vertreter der Gattung Myrica. Aus dem Verhältnis der Pollen von einerseits Gräsern, andererseits Palmen und zweikeimblättrigen Bäumen wurde abgeleitet, dass maximal 40 bis 65 Prozent der Fläche von Bäumen bedeckt war. Da das Gelände zu Lebzeiten von Ardipithecus ramidus zeitweise von dem benachbarten Flusssystem überflutet wurde, fand man auch einige Fische (am häufigsten Raubwelse und Vertreter der Gattung Barbus) sowie zahlreiche Krokodilzähne. Den Autoren zufolge fanden sich weder Anzeichen für eine Regenwald-Vegetation noch für eine steppenartige Trockenvegetation oder für reines Grasland.
Als Ergebnis der Zusammenschau ihrer geologischen und botanischen Analysen schrieben die Forscher, „dass Ardipithecus ramidus nicht in einer offenen Savanne lebte, die man einstmals als das vorherrschende Habitat der frühesten Hominini angesehen hatte, sondern in einer Umwelt, die feuchter und kühler war als heute [im heutigen Afar-Dreieck] und Habitate aus geschlossenem Waldland und aufgelockertem Baumbestand umfasste.“ Zu gleichartigen Schlussfolgerungen kamen jene Studien, in denen die Vögel sowie die kleinen und die großen Wirbeltiere untersucht worden waren.
Die 2009 publizierten Befunde, aber auch schon die 2005 veröffentlichten Analysen trugen dazu bei, dass die sogenannte Savannen-Hypothese – ein Versuch, das Entstehen des aufrechten Ganges bei den Hominini aus dem Leben in einer Savannen-Landschaft zu erklären – als widerlegt gilt.

## Nahrung
Schon aus der äußerlich erkennbaren Beschaffenheit der Zähne und aus der Dicke ihrer Zahnschmelz-Schicht konnte abgeleitet werden, dass Ardipithecus ramidus weder an besonders harte, abrasive noch an besonders weiche, vorwiegend aus Früchten bestehende Kost angepasst war und somit am wahrscheinlichsten als omnivor gelten kann. Zusätzlich wurde mit Hilfe einer Isotopenuntersuchung das Verhältnis der beiden stabilen Kohlenstoff-Isotope 12C und 13C im Zahnschmelz von fünf Individuen analysiert, aus dessen Differenz (δ13C-Wert) – ebenso wie aus dem Verhältnis der beiden stabilen Sauerstoff-Isotope 18O/16O (δ18O-Wert) – auf die Ernährungsgewohnheiten zurückgeschlossen werden kann: C3-Pflanzen (zum Beispiel Gräser) nehmen weniger 13C auf als C4-Pflanzen, und aus dem δ18O-Wert sind zusätzlich Rückschlüsse auf Temperatur und Feuchtigkeit eines Biotops möglich. Die Messergebnisse von Ardipithecus ramidus wurden anschließend verglichen mit den Befunden aus gleichartigen Untersuchungen des Zahnschmelzes anderer fossiler Tierarten aus der gleichen Fundschicht, deren Lebens- und Ernährungsgewohnheiten als unzweifelhaft bekannt gelten: u. a. Otter (Enhydriodon), Bär (Agriotherium), Giraffen (Giraffa und Sivatherium) und Pferd (Eurygnathohippus). Im Ergebnis bestätigten diese Messungen und Vergleiche, dass Ardipithecus ramidus sich seine Nahrung regelmäßig in Laubwäldern suchte und nur zu einem weit geringeren Teil in Grasland; dies unterscheidet ihn deutlich sowohl von Australopithecus africanus und Australopithecus robustus als auch von den frühesten Vertretern der Gattung Homo.

## Wissenschaftliche Bedeutung

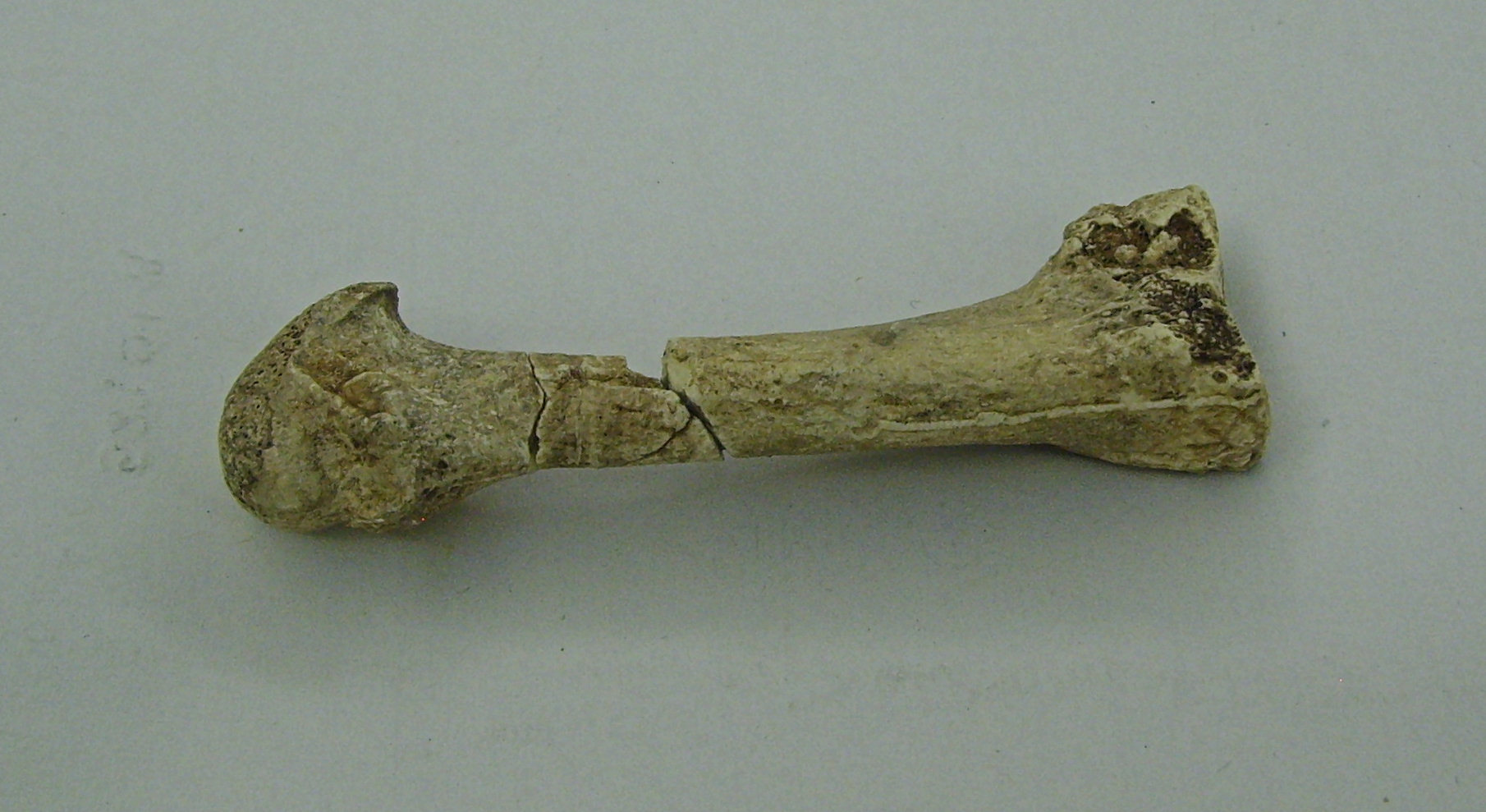
Mittelfußknochen vom Großen Zeh des Fossils Ardi (Abguss)

Seit der Entdeckung von „Lucy“ im Jahr 1974 war bekannt, dass die Individuen von Australopithecus afarensis vor rund 3,2 Millionen Jahren zwar nur ein Gehirn besaßen, das ungefähr so groß war wie das eines Schimpansen, aber „bereits aufrecht wie wir gehen“ konnten. Über welche Zwischenstufen sich der aufrechte Gang entwickelt hatte, blieb mangels aussagekräftiger fossiler Belege jedoch mehr als 30 Jahre lang rätselhaft. Erst die 2009 publizierten Analysen der Fossilien von Ardipithecus ramidus erbrachten solide Erkenntnisse über die Entwicklung der Hominini im Übergang vom vierfüßigen Baumbewohner zum zweifüßigen Bewohner offener Savannen.
Als „größte Überraschung“ gilt die Erkenntnis, dass Ardipithecus „keine Übergangsform zwischen Australopithecus und einem Vorfahren ist, der den heute lebenden Schimpansen und Gorillas ähnelte.“ Es fanden sich weder Anhaltspunkte für den Knöchelgang der Schimpansen und Gorillas noch für deren vorspringende Schnauzen und für ihre dolchartig verlängerten Eckzähne. Auch das relativ unbewegliche Handgelenk der Schimpansen und Gorillas erwies sich als Folge einer speziellen evolutionären Anpassung in den zu diesen beiden Arten führenden Entwicklungslinien, das heißt als „abgeleitetes“ („fortschrittliches“) Merkmal. Umgekehrt können nunmehr die relativ kleinen Eckzähne des Menschen sowie seine hochgradig beweglichen Hände als stammesgeschichtlich ursprünglichere („primitivere“) Merkmale im Vergleich zu den entsprechenden Anpassungen der Schimpansen und Gorillas bezeichnet werden. Zuvor hatten viele Paläoanthropologen den Körperbau der beiden afrikanischen Menschenaffen-Arten als Modell für den letzten gemeinsamen Vorfahren des Menschen und der Schimpansen – auch in Bezug auf agonistisches Verhalten – herangezogen.
Der Bau der Füße, deren große Zehen weit abgespreizt und daher zum Umklammern von Ästen eingesetzt werden konnten, widerlegte nicht bloß die Savannen-Hypothese; die Anordnung der Fußknochen unterstützt zugleich die Hypothese von der Entwicklung des aufrechten Gangs auf Bäumen als Anpassung an den Nahrungserwerb.
Einer der Hauptautoren der im Oktober 2009 in Science veröffentlichten Studien, C. Owen Lovejoy, der schon an der Rekonstruktion des Skeletts von Lucy mitgewirkt hatte, fasste die Ergebnisse dieser Studien wie folgt zusammen:
„Seit der Zeit Darwins standen zumeist die heute lebenden afrikanischen Menschenaffen Pate, wenn die frühe Evolution des Menschen rekonstruiert wurde. Diese Modelle veranschaulichen grundlegende menschliche Verhaltensweisen als Steigerung von Verhaltensweisen, die man bei Schimpansen und/oder Gorillas beobachten kann (zum Beispiel aufrechte Haltung bei der Nahrungsaufnahme, männliches Dominanzverhalten, Werkzeuggebrauch, Kultur, Jagd und Kriegsführung). Ardipithecus falsifiziert im wesentlichen solche Modelle, denn die heute lebenden afrikanischen Menschenaffen sind hochgradig abgeleitete Verwandte unseres letzten gemeinsamen Vorfahren.“
An anderer Stelle sagte C. Owen Lovejoy über die Konsequenzen aus den Analysen von Ardipithecus:
„Die Leute denken oft, dass wir von Menschenaffen abstammen, aber dem ist nicht so; die Menschaffen stammen in mancherlei Hinsicht von uns ab.“

## Verwandte Arten
Nachdem 2001 in der äthiopischen Afar-Senke mehrere ähnlich alte Fossilien gefunden worden waren, wurden diese zunächst als Unterart Ardipithecus ramidus kadabba und Ardipithecus ramidus als Ardipithecus ramidus ramidus bezeichnet. Bereits 2004 wurde Ardipithecus ramidus kadabba jedoch als eigene Art (Ardipithecus kadabba) neben Ardipithecus ramidus gestellt. Zugleich wurde allerdings angemerkt, dass Sahelanthropus und Orrorin zum gleichen Formenkreis wie Ardipithecus gehören und – nach dem Auffinden weiterer Fundstücke – möglicherweise einer einzigen Gattung zugeordnet werden könnten.
Im Februar 2005 hatten österreichische Forscher um Horst Seidler in der südäthiopischen Steinwüste von Galili zudem das gut erhaltene Oberteil eines homininen Oberschenkelknochens entdeckt, dessen Kopf und Hals auf ein aufrechtgehendes Individuum schließen lassen. Das Alter dieses Fossils wurde auf 4,38 bis 3,92 Millionen Jahre datiert; ob es zu Ardipithecus ramidus gehört oder zu einer verwandten Art, ist unklar.

## Kontroversen

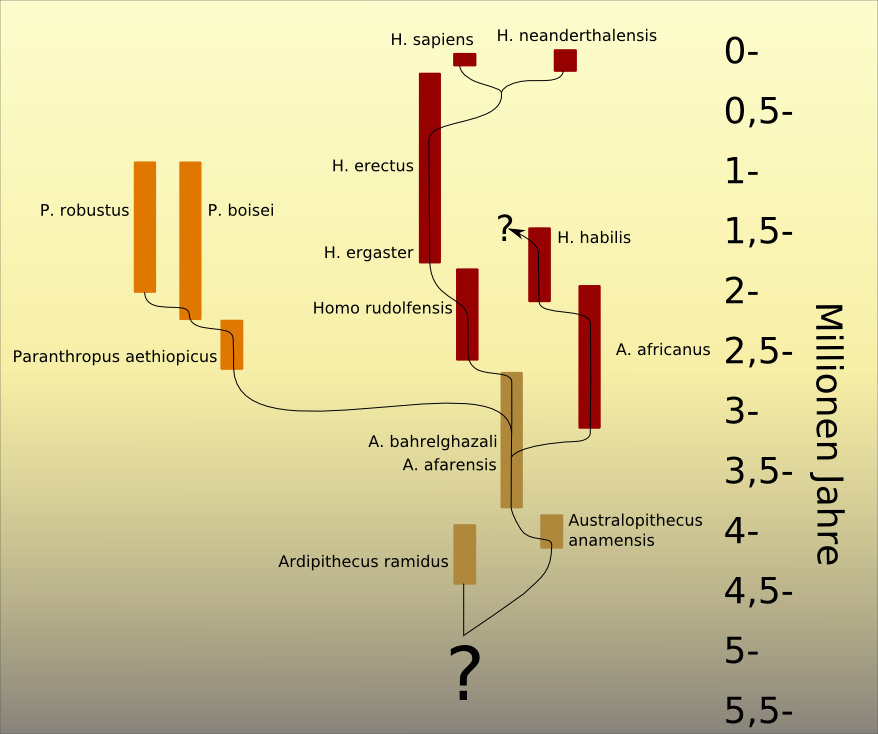
Hypothese zur Evolution der Australopithecinen, wie sie aufgrund der gegenwärtigen Fundlage beispielsweise von Friedemann Schrenk vertreten wird.

Bereits unmittelbar nach der Fundbeschreibung war „diese seltsame Art des Ganges“ von Ardi als „verblüffend“ bezeichnet worden: „die Konstruktion dieses Fußes, mit dem Ardi auf Baumästen herumstolziert sein soll – da ist mir noch nicht ganz klar, wie das gehen soll“, wurde beispielsweise der deutsche Paläoanthropologe Friedemann Schrenk zitiert. Zuvor hatte bereits Teamchef Tim White darauf hingewiesen, „dass man schon in die Weltraumbar von Star Wars gehen müsse, wenn man ein Wesen finden wolle, das sich ähnlich eigenwillig bewege wie Ardi es getan hat“. Allerdings hatte auch der wesentlich ältere Oreopithecus bambolii eine ähnlich markant abstehende Große Zehe.
Im Mai 2010 publizierte Science dann zwei als Technische Kommentare ausgewiesene kurze Stellungnahmen, die Zweifel an der Korrektheit der Interpretation der fossilen Knochen und der Fundumstände anmeldeten. So argumentierte der Anatom und Primatologe Esteban Sarmiento, die den Ardipithecus-Fossilien zugeschriebenen Merkmale seien nicht geeignet, sie eindeutig als direkte Vorfahren der späteren Hominini auszuweisen; vielmehr legten die anatomischen Merkmale sowie genetische Berechnungen anhand der molekularen Uhr seiner Meinung nach nahe, dass Ardipithecus ramidus vor 4,4 Millionen Jahren bereits vor der Trennung der beiden Entwicklungslinien lebte, die einerseits zu den afrikanischen Menschenaffen und andererseits zu den Menschen führte. Falls Ardipithecus nach der Trennung beider Entwicklungslinien lebte, sei er möglicherweise an die Basis der afrikanischen Menschenaffen zu stellen. Tim White wies die Kritik umgehend zurück und verwies insbesondere darauf, dass die Trennung der Entwicklungslinien von Schimpansen und Hominini nach überwiegender Meinung der Paläoanthropologen wesentlich früher (vor 7 bis 5 Millionen Jahren) erfolgte. Zudem wiesen die Merkmale des Beckens, der Bezahnung und des Unterkiefers Ardipithecus als engen Verwandten von Australopithecus aus, da sie nur mit ihm diese Merkmale teilten und es unwahrscheinlich sei, dass diese Merkmalskombination sich mehrfach unabhängig voneinander entwickelt habe.
Im zweiten technischen Kommentar argumentierte eine Gruppe von Forschern mehrerer US-amerikanischer Universitäten, dass Ardis Habitat keineswegs so waldreich gewesen sei, wie von White und Mitarbeitern behauptet. Aus den Begleitfunden könne man vielmehr ableiten, dass es sich um eine typische, offene Savannenlandschaft (Baum- oder Buschsavanne) mit 25 Prozent oder weniger Fläche unter Baumkronen sowie vereinzelten Auwäldern und bewaldeten Flussufern handelte. Zu diesem Ergebnis kamen die Kritiker zum einen aufgrund des Überwiegens von C4-Pflanzen im Vergleich zu C3-Pflanzen in Bodenproben der Fundregion, was ihrer Meinung nach für ein Überwiegen offener Graslandschaften spricht. Zum anderen verwiesen sie darauf, dass – anders als von White und Mitarbeitern behauptet – mehr Fossilien von grasfressenden Huftieren als von blätter- und früchtefressenden Arten entdeckt worden seien. Insbesondere das völlige Fehlen von Duckern wurde als Indiz für eine waldarme Umgebung gewertet; die Vielzahl baumbewohnender Affen sowie der Nachweis einer fossilen Kudu-Art (Tragelaphus cf. moroitu) könne hingegen durch die Existenz von Galeriewäldern erklärt werden. Auch diese Kritik wurde umgehend zurückgewiesen. So sei die Vielzahl der entdeckten Fossilien von baumlebenden Affen nicht allein durch die Existenz schmaler Zonen von bewaldeten Ufern zu erklären. Zudem habe man zwar tatsächlich viele grasfressende Tierarten nachgewiesen; die Anzahl der nachgewiesenen Individuen dieser Arten sei jedoch wesentlich geringer als die Anzahl der Individuen jener Arten, deren Bezahnung an Laub und Früchte als Nahrung angepasst gewesen sei.
Im Februar 2011 kritisierten auch Bernard Wood und Terry Harrison in einem Review-Artikel die Zuordnung von Ardipithecus ramidus sowie von Orrorin tugenensis und Sahelanthropus tchadensis zum Taxon Hominini als voreilig. Zwar seien insbesondere die relativ kleinen Schneide- und oberen Eckzähne, das Fehlen des Diastemas, die Position des Foramen magnum, die relativ kurze Schnauze und der Bau des Beckens ein Hinweis auf eine mögliche Zugehörigkeit zu den frühen Hominini; jedoch seien diese Merkmale keineswegs ausschließliche Merkmale der Hominini, sondern beispielsweise auch für Oreopithecus bambolii belegt, der – wie auch Ramapithecus punjabicus – zunächst an die Basis der Hominini gestellt, später aber aufgrund anderer Merkmale zweifelsfrei abseits der Hominini eingeordnet wurde. Nicht auszuschließen sei daher, dass die Ähnlichkeit der Merkmale von Ardipithecus, Orrorin und Sahelanthropus mit denen der ältesten als unzweifelhaft hominin geltenden Art Australopithecus anamensis als Synapomorphie zu bewerten ist und auf konvergente Entwicklungen verweise. Diese Möglichkeit war allerdings auch von der Arbeitsgruppe um Tim White als „Hypothese 3“ offengelassen worden; sie wurde jedoch – nach Gegenüberstellung mit der Hypothese, dass Ardipithecus ramidus ein direkter Vorfahre von Australopithecus anamensis / Australopithecus afarensis sei – als weniger wahrscheinlich ausgewiesen. 2019 wurde Ardipithecus ramidus erneut lediglich als „Schwester-Taxon“ aller späteren Hominini interpretiert.

## Belege
1. 1 2 3  Tim White, Gen Suwa, Berhane Asfaw: Australopithecus ramidus, a new species of early hominid from Aramis, Ethiopia. In: Nature. Band 371, Nr. 6495, 1994, S. 306–312; doi:10.1038/371306a0,  Volltext (PDF; 611 kB) (Memento vom 13. April 2013 im Internet Archive)
2. ↑  Ann Gibbons: A New Kind of Ancestor: Ardipithecus Unveiled. In: Science. Band 326, 2009, S. 36, doi:10.1126/science.326.5949.36.
3. 1 2  Corrigendum. Tim White, Gen Suwa, Berhane Asfaw: Australopithecus ramidus, a new species of early hominid from Aramis, Ethiopia. In: Nature. Band 375, Nr. 6526, 1995, S. 88; doi:10.1038/375088a0, (Volltext (PDF).)
4. ↑  Gen Suwa et al.: Paleobiological Implications of the Ardipithecus ramidus Dentition. In: Science. Band 326, Nr. 5949, 2009, S. 69, 94–99, doi:10.1126/science.1175824.
5. 1 2 3 4  Giday WoldeGabriel et al.: The Geological, Isotopic, Botanical, Invertebrate, and Lower Vertebrate Surroundings of Ardipithecus ramidus. In: Science. Band 326, 2009, S. 65, 65e1–65e5, doi:10.1126/science.1175817.
6. ↑  4.419 ± 0.068 Mio. und 4.416 ± 0.031 Mio. Jahre.
7. ↑  Sileshi Semaw et al.: Early Pliocene hominids from Gona, Ethiopia. In: Nature. Band 433, Nr. 7023, 2005, S. 301, doi:10.1038/nature03177.
8. ↑  In: Science. Band 326, Nr. 5949, vom 2. Oktober 2009, Coverfoto.
9. ↑  Tim D. White et al.: Macrovertebrate Paleontology and the Pliocene Habitat of Ardipithecus ramidus. In: Science. Band 326, 2009, S. 67, doi:10.1126/science.1175822.
10. ↑  Ardi displaces Lucy as oldest hominid skeleton. Ethiopian desert yields fossils that paint new picture of human evolution. Auf: eurekalert.org vom 1. Oktober 2009.
11. ↑  Ann Gibbons: Breakthrough of the Year: Ardipithecus ramidus. In: Science. Band 326, 18. Dezember 2009, S. 1598–1599, doi:10.1126/science.326.5960.1598-a.
12. 1 2  Our ancestors walked tall. In: New Scientist vom 10. Oktober 2009, S. 17.
13. ↑  Gen Suwa et al.: The Ardipithecus ramidus Skull and Its Implications for Hominid Origins. In: Science. Band 326, 2009, Nr. 5949, S. 68, 68e1–68e7, doi:10.1126/science.1175825.
 wörtlich heißt es: „Anatomical comparisons and micro–computed tomography–based analysis of this and other remains reveal pre-Australopithecus hominid craniofacial morphology and structure.“
14. ↑  William H. Kimbel et al.: Ardipithecus ramidus and the evolution of the human cranial base. In: PNAS. Band 111, Nr. 3, 2014, S. 948–953, doi:10.1073/pnas.1322639111.
‚Ardi‘ skull reveals links to human lineage. Auf: eurekalert.org vom 6. Januar 2014.
15. ↑  Sileshi Semaw et al.: Early Pliocene hominids from Gona, Ethiopia. In: Nature. Band 433, Nr. 7023, 2005, S. 301–305, doi:10.1038/nature03177.
16. ↑  Scott W. Simpson, Naomi E. Levin, Jay Quade et al.: Ardipithecus ramidus postcrania from the Gona Project area, Afar Regional State, Ethiopia. In: Journal of Human Evolution. Band 129, 2019, S. 1–45, doi:10.1016/j.jhevol.2018.12.005
 New findings shed light on origin of upright walking in human ancestors. Auf: eurekalert.org vom 28. Februar 2019.
17. 1 2  Tim D. White, Berhane Asfaw, Yonas Beyene, Yohannes Haile-Selassie, C. Owen Lovejoy, Gen Suwa, Giday WoldeGabrie: Ardipithecus ramidus and the Paleobiology of Early Hominids. In: Science. Band 326, Nr. 5949, 2009, S. 75–86; doi:10.1126/science.1175802.
18. ↑  Elaine E. Kozma et al.: Hip extensor mechanics and the evolution of walking and climbing capabilities in humans, apes, and fossil hominins. In: PNAS. Band 115, Nr. 16, 2018, S. 4134–4139, doi:10.1073/pnas.1715120115.
19. ↑  Thomas C. Prang et al.: Ardipithecus hand provides evidence that humans and chimpanzees evolved from an ancestor with suspensory adaptations. In: Science Advances. Band 7, Nr. 9, 2021, eabf2474, doi:10.1126/sciadv.abf2474.
20. ↑  Gen Suwa et al.: Paleobiological Implications of the Ardipithecus ramidus Dentition. In: Science. Band 326, 2009, S. 69, 94–99, doi:10.1126/science.1175824
 siehe dazu auch: Gen Suwa et al.: Canine sexual dimorphism in Ardipithecus ramidus was nearly human-like. In: PNAS. Band 118, Nr. 49, e2116630118, doi:10.1073/pnas.2116630118.
21. ↑  Gen Suwa et al.: Paleobiological Implications of the Ardipithecus ramidus Dentition. In: Science. Band 326, 2009, S. 69.
22. ↑  Antoine Louchart et al.: Taphonomic, Avian, and Small-Vertebrate Indicators of Ardipithecus ramidus Habitat. In: Science. Band 326, 2009, S. 66, 66e1–66e4, doi:10.1126/science.1175823.
23. 1 2  Tim D. White et al.: Macrovertebrate Paleontology and the Pliocene Habitat of Ardipithecus ramidus. In: Science. Band 326, 2009, S. 67, 87–93, doi:10.1126/science.1175822.
24. ↑  Tim D. White et al.: Macrovertebrate Paleontology and the Pliocene Habitat of Ardipithecus ramidus. In: Science. Band 326, 2009, S. 90.
25. 1 2  Ann Gibbons: Breakthrough of the Year: Ardipithecus ramidus. In: Science. Band 326, 2009, S. 1598–1599, doi:10.1126/science.326.5960.1598-a.
26. ↑  S. K. S. Thorpe et al.: Origin of Human Bipedalism As an Adaptation for Locomotion on Flexible Branches. In: Science. Band 316, 2007, S. 1328–1331, doi:10.1126/science.1140799; vergl. dazu: Aufrecht auf dem Ast. Aus: Süddeutsche Zeitung vom 1. Juni 2007.
27. ↑  C. Owen Lovejoy: Reexamining Human Origins in Light of Ardipithecus ramidus. In: Science. Band 326, 2009, S. 74, 74e1–74e8, doi:10.1126/science.1175834
Im Original: „Referential models based on extant African apes have dominated reconstructions of early human evolution since Darwin’s time. These models visualize fundamental human behaviors as intensifications of behaviors observed in living chimpanzees and/or gorillas (for instance, upright feeding, male dominance displays, tool use, culture, hunting, and warfare). Ardipithecus essentially falsifies such models, because extant apes are highly derived relative to our last common ancestors.“
28. ↑  Kent State University Professor C. Owen Lovejoy helps unveil oldest hominid skeleton. Auf: eurekalert.org vom 1. Oktober 2009.
29. ↑  Yohannes Haile-Selassie: Late Miocene hominids from the Middle Awash, Ethiopia. In: Nature. Band 412, Nr. 6843, 2001, S. 178–181, doi:10.1038/35084015.
30. ↑  Yohannes Haile-Selassie, Gen Suwa, Tim White: Late Miocene Teeth from Middle Awash, Ethopia, and early hominid dental evolution. In: Science. Band 303, Nr. 5663, 2004, S. 1503–1505; doi:10.1126/science.1092978.
31. ↑  Elizabeth Culotta: Two legs good. In: Science. Band 322, 2008, S. 670–671
 Knochenfund soll Rätsel um aufrechten Gang klären. Auf: orf.at vom 10. März 2005.
32. ↑  Der Mensch erschien im Pliozän. Auf: faz.net vom 5. Oktober 2009 und in Frankfurter Allgemeine Sonntagszeitung vom 4. Oktober 2009.
33. ↑  Unter anderem so zitiert in: Die älteste Vorfahrin des Menschen: Unsere neue Nummer eins. Auf: sueddeutsche.de vom 1. Oktober 2009.
34. ↑  Esteban E. Sarmiento: Comment on the Paleobiology and Classification of Ardipithecus ramidus. In: Science. Band 328, Nr. 5982, 2010, S. 1105, doi:10.1126/science.1184148.
35. ↑  Tim D. White, Gen Suwa, C. Owen Lovejoy: Response to Comment on the Paleobiology and Classification of Ardipithecus ramidus. In: Science. Band 328, Nr. 5982, 2010, S. 1105, doi:10.1126/science.1185462.
36. ↑  Thure E. Cerling, Naomi E. Levin, Jay Quade, Jonathan G. Wynn, David L. Fox, John D. Kingston, Richard G. Klein, Francis H. Brown: Comment on the Paleoenvironment of Ardipithecus ramidus. In: Science. Band 328, Nr. 5982, 2010, S. 1105, doi:10.1126/science.1185274.
37. ↑  Tim D. White, Stanley H. Ambrose, Gen Suwa, Giday WoldeGabriel: Response to Comment on the Paleoenvironment of Ardipithecus ramidus. In: Science. Band 328, Nr. 5982, 2010, S. 1105, doi:10.1126/science.1185466.
38. ↑  Bernard Wood, Terry Harrison: The evolutionary context of the first hominins. In: Nature. Band 470, 2011, S. 347–352, doi:10.1038/nature09709.
39. ↑  Wörtlich heißt es in der Legende zu Abbildung 5 von Tim D. White et al., Ardipithecus ramidus and the Paleobiology of Early Hominids: „Hypothesis 1 interprets all known evidence to represent a species lineage evolving phyletically across its entire range. Hypothesis 2 depicts the same evidence in an Ardipithecus-to-Australopithecus transition (speciation) occurring between ~4.5 and ~4.2 Ma in a regional (or local) group of populations that might have included either or both the Afar and Turkana rifts. Hypothesis 3 accommodates the same evidence to an alternative, much earlier peripheral allopatric “rectangular” speciation model (cladogenesis through microevolution accumulated in a peripheral isolate population, becoming reproductively separated). Other possibilities exist, but at the present time, none of these hypotheses can be falsified based on the available evidence. […] Therefore, at one end of a spectrum of phylogenetic possibilities, Ar. ramidus may have been directly ancestral to the more derived chronospecies pair Au. anamensis → Au. afarensis.“
40. ↑  Carrie S. Mongle, David S. Strait und Frederick E. Grine: Expanded character sampling underscores phylogenetic stability of Ardipithecus ramidus as a basal hominin. In: Journal of Human Evolution. Band 131, 2019, S. 28–39, doi:10.1016/j.jhevol.2019.03.006.